# Missão Tiriyó
Missão Tiriyó, Trio: Tawainen, is een dorp in de gemeente Óbidos in de Braziliaanse deelstaat Pará. Het ligt nabij de hoofdloop van de rivier Paru.
Het dorp bestaat uit een oud en nieuw gedeelte. In het oude gedeelte (Missão Velha) woonden in 2016 97 Trio-inheemsen. Het nieuwe gedeelte (Missão Nova) kende toen 398 inwoners, van wie 360 Trio, 21 Kaxuyana en 15 Aparai.
Dorpelingen hebben geregeld contact met de Trio in het Surinaamse dorp Sipaliwinisavanne. Te voet wordt de afstand in anderhalve dag overbrugd.